# Copa Asobal 2000
La XI edición de la Copa Asobal se celebró entre el 10 y el 11 de marzo de 2001, en el Palacio Municipal de Deportes Vista Alegre de Córdoba.
En ella participarán los cuatro primeros equipos clasificados al finalizar la 1ª vuelta del Campeonato de Liga de la temporada en curso, que fueron el CB Ciudad Real, el Portland San Antonio, el Caja España Ademar León y el FC Barcelona.
Este campeonato se jugó por concentración bajo la fórmula de eliminatoria a partido único (en semifinales y final), y el emparejamiento de los equipos para semifinales se estableció por sorteo puro.

## Eliminatorias
|  | Semifinales             | Semifinales             | Semifinales          |                      |              | Final        | Final | Final |  |
|  |                         |                         |                      |                      |              |              |       |       |  |
|  |                         |                         |                      |                      |              |              |       |       |  |
|  | Caja España Ademar León | Caja España Ademar León | 31                   |                      |              |              |       |       |  |
|  | Caja España Ademar León | Caja España Ademar León | 31                   |                      |              |              |       |       |  |
|  | FC Barcelona            | FC Barcelona            | 32                   |                      |              |              |       |       |  |
|  | FC Barcelona            | FC Barcelona            | 32                   |                      | FC Barcelona | FC Barcelona | 29    |       |  |
|  |                         |                         |                      |                      | FC Barcelona | FC Barcelona | 29    |       |  |
|  |                         |                         | Portland San Antonio | Portland San Antonio | 28           |              |       |       |  |
|  | CB Ciudad Real          | CB Ciudad Real          | Portland San Antonio | Portland San Antonio | 28           | 22           |       |       |  |
|  | CB Ciudad Real          | CB Ciudad Real          |                      |                      |              | 22           |       |       |  |
|  | Portland San Antonio    | Portland San Antonio    | 23                   |                      |              |              |       |       |  |
|  | Portland San Antonio    | Portland San Antonio    | 23                   |                      |              |              |       |       |  |
|  |                         |                         |                      |                      |              |              |       |       |  |

| Cataluña                        |
| Campeón FC Barcelona 4.º título |

- Datos: Q5786409